# Fosforo (optoelettronica)

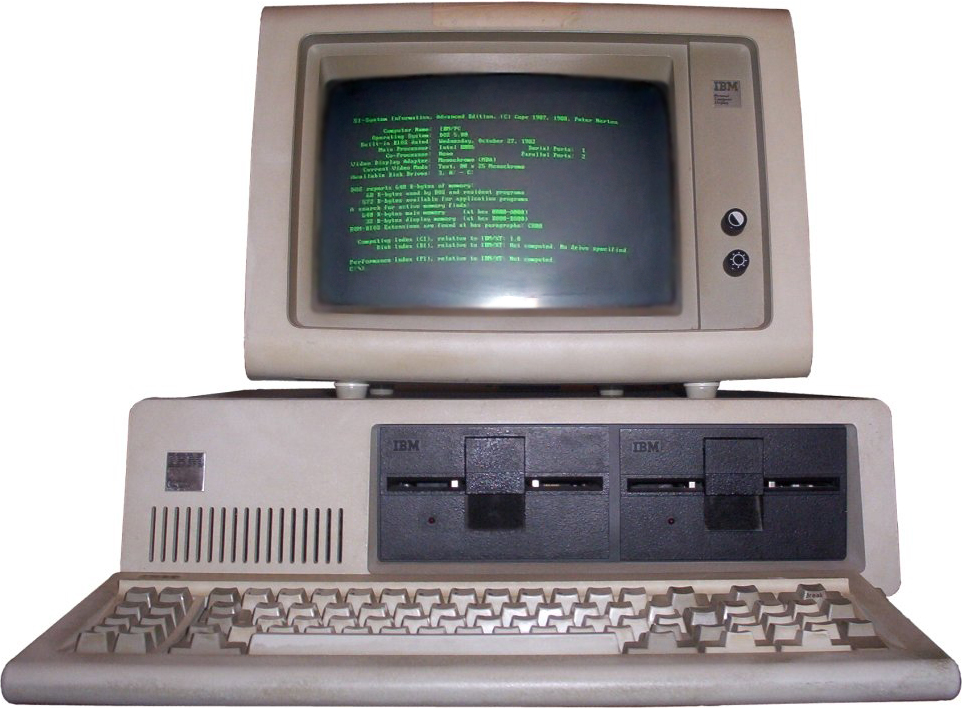
Un monitor con fosfori verdi

Il fosfòro è una sostanza che presenta il fenomeno ottico della fosforescenza (dopo l'esposizione alla luce o a particelle energetiche come elettroni veloci). Il termine va pronunciato fosfòro, con l'accentazione piana, per distinguerlo dall'elemento chimico fòsforo.
Il nome deriva da quello dell'elemento chimico fosforo (dal greco φωσφόρος, fosfóros, "portatore di luce"), scoperto dall'alchimista tedesco Hennig Brand nel 1669. Mentre lavorava ad Amburgo Brand provò a distillare alcuni tipi di "essenze di vita" dalle sue urine, e nel processo produsse un materiale bianco che si illuminava al buio. Da quel tempo il termine fosforescenza è stato usato per definire sostanze che si illuminano al buio in seguito al previo assorbimento di radiazioni elettromagnetiche di frequenze opportune. 
Il fòsforo stesso non è un fosfòro; essendo molto reattivo, se esposto all'aria si ossida lentamente passando per vari stati eccitati; questi nel ricadere via via verso lo stato più stabile emettono fotoni nel visibile. Tale fenomeno costituisce la chemiluminescenza, perche gli stati eccitati vengono raggiunti per causa chimica (qui l'ossidazione), non fotonica (irraggiamento). La luce osservata da Brand era in realtà causata dalla combustione molto lenta del fosforo, ma siccome egli non vide fiamme né calore (ossidazione fredda) non la considerò tale.
I fosfori sono composti di metalli di transizione o composti di terre rare di vari tipi. L'uso più comune dei fosfori è nei display a raggi catodici e nelle lampade fluorescenti. I fosfori a raggi catodici furono standardizzati all'inizio della seconda guerra mondiale e distinti dalla lettera "P" seguita da un numero.

## Materiali
I fosfori sono solitamente ottenuti da un materiale compatibile al quale è aggiunto un attivatore. Il più conosciuto è il solfuro di zinco, attivato con il rame o con l'argento (solfato di zinco argento).
I materiali base sono di solito ossidi, solfuri, seleniuri, alogeni o silicati di zinco, cadmio, manganese, alluminio, silicio, o vari metalli rari (terre rare). Gli attivatori prolungano i tempi di luminescenza (afterglow). Al contrario, altri materiali (es. nichel) possono essere usati per abbassare l'afterglow. 

### Giocattoli luminescenti

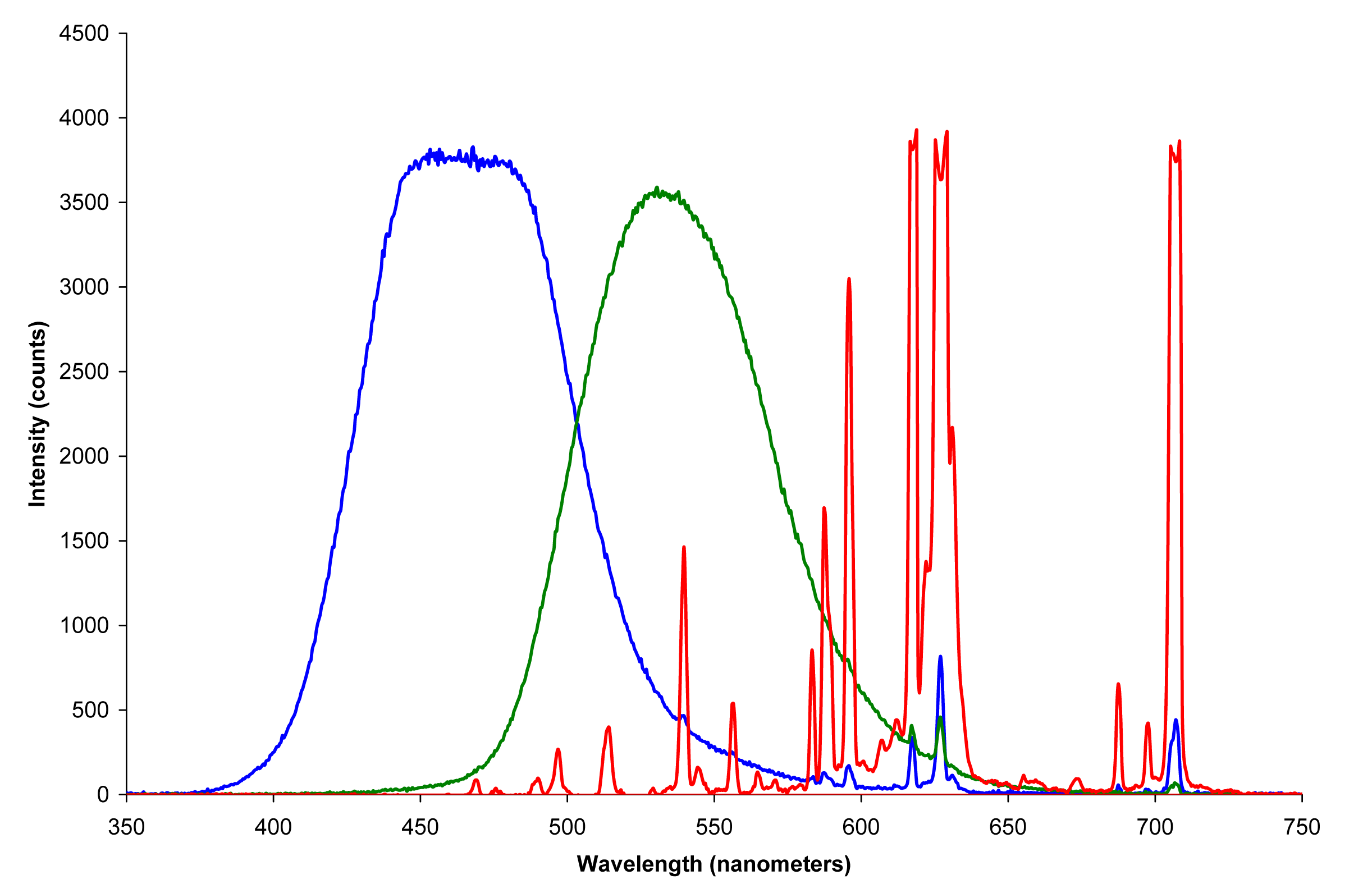
Spettro dei fosfori blu, verde e rosso in un comune schermo a tubo catodico

- Il solfuro di calcio e il solfuro di stronzio con il bismuto come attivatore, (Ca,Sr) S:Bi, emana una luce blu con tempi di luminescenza fino a 12 ore[2], rosso e arancio sono modifiche della formula del solfuro di zinco. Il colore rosso può essere ottenuto dal solfuro di stronzio.
- Il solfuro di zinco con circa cinque ppm di un attivatore di rame è il fosforo più comune per giochi che si illuminano al buio e affini. È anche chiamato fosforo GS.
- Miscele di solfuro di zinco e solfuro di cadmio emettono colori a seconda del loro rapporto; aumentando il contenuto di CdS cambia il colore della luce dando origine a lunghezze d'onda più lunghe; la sua durata varia da 1 a 10 ore.
- L'alluminato di stronzio attivato dall'europio, SrAl2O4:Eu:Dy, è un nuovo materiale con luminosità più alta e una persistenza decisamente più lunga; emette luce verde e color acqua, dove il verde emette la più alta luminosità, mentre l'acqua è caratterizzata dalla durata più lunga. SrAl2O4:Eu:Dy emette una luce 10 volte maggiore, 10 volte più duratura, e 10 volte più costosa rispetto al ZnS:Cu. Le lunghezze d'onda di eccitazione per l'alluminato di stronzio variano tra i 200 e i 450 nm. La lunghezza d'onda per la fluorescenza verde è di 520 nm, per la versione verde-azzurra è di 505 nm, mentre per la versione blu è di 490 nm. Colori con lunghezza d'onda più lunga possono essere ottenuti sempre dall'alluminato di stronzio, a scapito di una perdita in luminosità.

In queste applicazioni i fosfori vengono aggiunti nell'impasto della plastica utilizzata per i giocattoli, oppure utilizzati in aggiunta a un solvente per realizzare vernici.
I fosfori a base di ZnS:Cu vengono utilizzati nei cosmetici fluorescenti, spesso utilizzati a Halloween.
In generale la persistenza di un fosforo cresce con l'aumentare della lunghezza d'onda.

### Sorgenti luminose radioattive
Miscele di solfuro di zinco con alcuni materiali radioattivi (dove i fosfori venivano eccitati dal decadimento alfa e beta), vennero utilizzati come pigmenti nei quadranti degli orologi e nelle strumentazioni.
La formula utilizzata nei quadranti tra 1913 e il 1950 era un mix di radio-228 e radio-226 con uno scintillatore fatto di solfuro di zinco e argento (ZnS:Ag). Comunque il solfuro di zinco si degrada nel tempo, portando così alla progressiva perdita di luminosità (ancor prima che si esaurisca la radioattività del radio).
Il fosforo a base di ZnS:Ag emette un bagliore verdastro.
Non è utilizzabile in sezioni superiori a 25 mg/cm², a causa dell'auto-assorbimento della luce.
Schermi a base di ZnS:Ag vennero utilizzati da Ernest Rutherford per i suoi esperimenti sui nuclei degli atomi.
Solfuro di zinco attivato al rame (ZnS:Cu) è il fosforo più comune. Emette una luce blu-verdastra.
Aggiungendo all'attivatore del magnesio (ZnS:Cu,Mg) il fosforo emette una luce giallo-arancio.
Traser sono delle sorgenti di luce costruite con un tubo di vetro borosilicato rivestito di fosfori e riempito con un'atmosfera a base di trizio.

### Elettroluminescenza
L'elettroluminescenza può essere sfruttata come sorgente di luce. I dispositivi che sfruttano questa proprietà generalmente emettono luce da una vasta area, che li rendono utili per la retroilluminazione di display LCD. L'eccitazione dei fosfori in generale è dovuta a un potente campo elettrico, generalmente accordato in frequenza. I dispositivi elettroluminescenti però si degradano con l'uso, portando quindi a una degradazione della luminosità con l'avanzare della vita operativa.

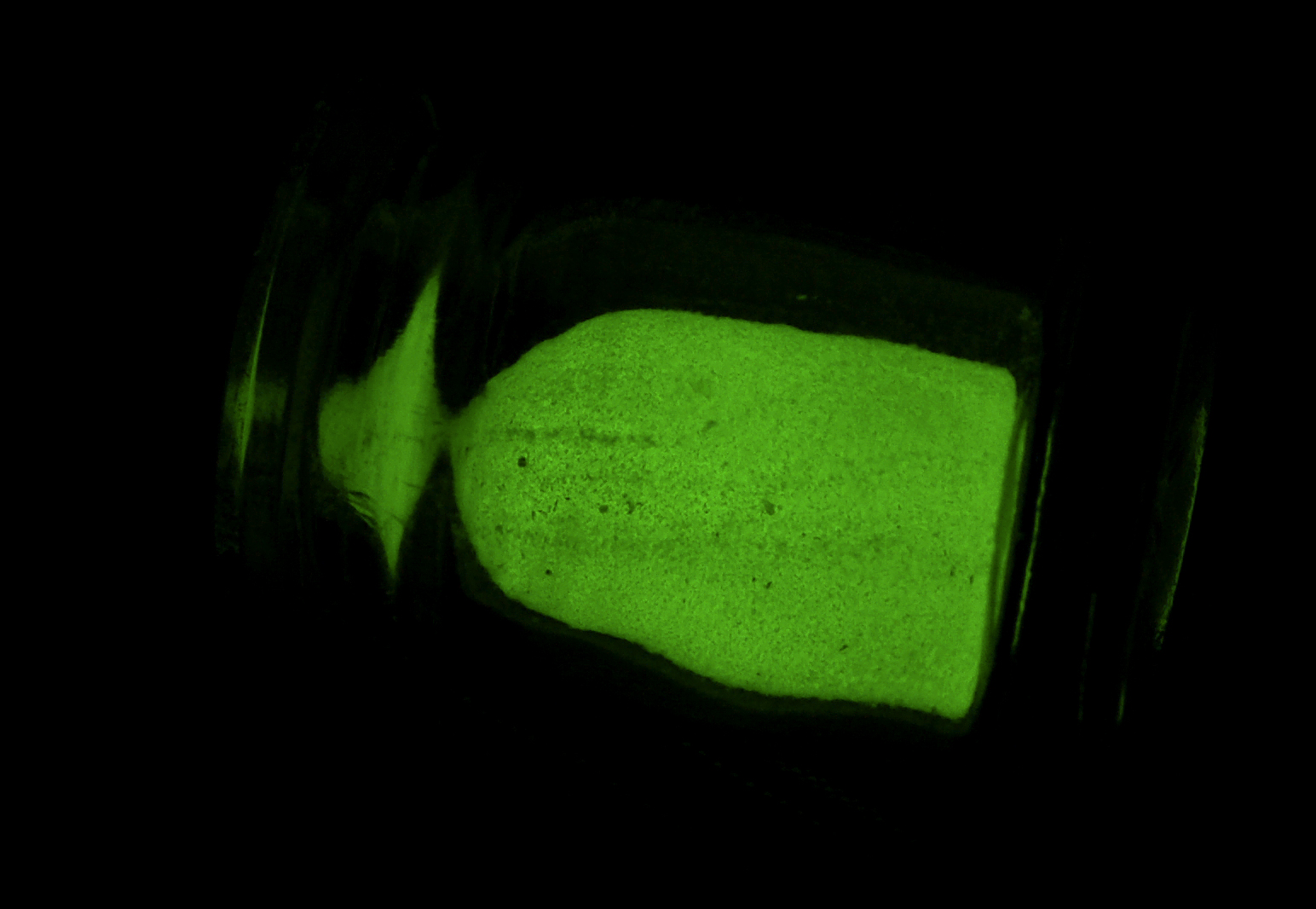
Fosforo bianco in polvere

- ZnS:Cu è stata una delle prime formule di componenti elettroluminescenti; venne testata nel 1936 da Georges Destriau nel laboratorio Marie Curie di Parigi.

Il composto a base di ossido di indio (ITO, conosciuti come IndiGlo) è usato in alcuni orologi Timex; pensato come elettrodo non è esattamente un fosforo. "Californeon" è un altro marchio di fosfori, sul quale composto si basa il funzionamento di molte stringhe elettroluminescenti.

### LED bianchi
I LED bianchi in generale sono dei normali LED blu a base di InGaN con un rivestimento a base di fosfori.
Spesso viene utilizzato granato di ittrio e alluminio (YAG) dopato al cerio(III) (YAG:Ce3+, oppure OKY3Al5O12:Ce3+); assorbe la luce del LED blu ed emette luce nel range verde-rosso con un picco nel giallo. L'emissione di giallo pallido dei Ce3+:YAG può essere modificata aggiungendo terre rare, come terbio e gadolinio e può essere ulteriormente modificata sostituendo tutto l'alluminio presente nel YAG con del gallio.
I LED bianchi sono ottenuti anche eseguendo un drogaggio a base di europio (che emette luce rossa e blu) e solfuro di zinco con attivatore rame e alluminio (ZnS:Cu,Al) su un LED UV. Questo metodo imita il funzionamento delle lampade fluorescenti.

### Tubi catodici
I fosfori sono spesso dei pessimi conduttori elettrici. Questo potrebbe causare il deposito di cariche residue sullo schermo, comportando una perdita di energia d'impatto degli elettroni a causa della repulsione elettrostatica. Per eliminare questo problema un sottile strato di alluminio è depositato sopra i fosfori ed è collegato alla griglia conduttiva presente nel monitor. Questo strato, oltre a eliminare quel problema, ha una duplice funzione: riflette la luce dei fosfori all'esterno e li protegge da bombardamenti di ioni causati da un non perfetto vuoto.
La combinazione di solfuro di zinco con il rame, denominato fosforo P31 (o ZnS:Cu), produce luce verde nel picco dei 531 nm, con una luminosità a relativa lunga durata.
La combinazione tra solfuro di zinco con dell'argento (ZnS:Ag), quando colpito da elettroni, produce una luce blu a 450 nm, con durata di 200 ns. È chiamato fosforoP22B.
Questo tipo di materiale, solfuro di zinco attivato all'argento, è uno degli emettitori più efficienti negli schermi CRT.
Quando mescolato con solfito di cadmio, con risultato di solfuro di zinco e cadmio (Zn,Cd) S:Ag, produce una luce gialla.
La miscela di solfito di cadmio-zinco e solfuro di zinco attivato all'argento (ZnS:Ag+(Zn,Cd) S:Ag), è l'emettitore P4 usato nelle televisioni in bianco e nero.
Il solfato di ittrio attivato con europio è utilizzato come fosforo rosso nei monitor CRT.
- ZnS:Ag+(Zn,Cd) S:Ag (P4): fosforo bianco utilizzato nelle TV b/n.
- ZnS:Cu,Al (P22G), fosforo verde
- ZnS:Ag+Co-on-Al2O3 (P22B), fosforo blu
- ZnS:Ag,Cl or ZnS:Zn (P11, BE), blu (460 nm), con persistenza di 0,01-1 ms, utilizzato nei display a vuoto VFD.
- (Zn,Cd) S:Ag o (Zn,Cd) S:Cu (P20, KA), emissione giallo-verde, persistenza di 1-100 ms, utilizzato nei display
- (Zn,Cd) S:Cu,Cl (P28, KE), giallo, utilizzato nei display
- ZnS:Cu o ZnS:Cu,Ag (P31, GH), giallognolo-verde, persistenza di 0,01-1 ms, utilizzato negli oscilloscopi
- ZnS:Ag+(Zn,Cd) S:Cu (P40, GA), bianco, per display
- ZnS:Ag,Al (P55, BM), blue (450 nm), per tubi da proiezione
- ZnS:Ag, blu (450 nm)
- ZnS:Cu,Al o ZnS:Cu,Au,Al, verde (530 nm)
- (Zn,Cd) S:Cu,Cl+(Zn,Cd) S:Ag,Cl, bianco
- ZnS:Ag+ZnS:Cu+Y2O2S:Eu, bianco, alternativa senza Cd del P4, schermi b/n, display
- Zn2SiO4:Mn (P1, GJ), giallognolo-verde (525 nm), persistenza di 1-100 ms, per display
- Zn2SiO4:Mn,As (P39, GR), verde (525 nm), per display
- Y2SiO5:Ce (P47, BH), blu (400 nm), per display a raggi
- Y2SiO5:Tb, verde (545 nm), per tubi da proiezione
- ZnO:Zn (P24, GE), verde (505 nm), persistenza 1-10 µs, per VFD
- Gd2O2S:Tb (P43, GY), giallo-verde (545 nm), per display
- Y2O2S:Eu+Fe2O3 (P22R), fosforo rosso per schermi TV
- Y2O2S:Tb (P45, WB), bianco (545 nm), per schermi
- Y2O2S:Tb, verde (545 nm), per display
- Y3Al5O12:Ce (P46, KG), verde (530 nm), per tubi a raggi
- Y3(Al,Ga)5O12:Ce, verde (520 nm), per tubi a raggi
- Y3Al5O12:Tb (P53, KJ), giallo-verde (544 nm), per tubi da proiezione
- Y3(Al,Ga)5O12:Tb, giallo-verde (544 nm), per tubi da proiezione
- MgF2:Mn (P33, LD), arancio (590 nm), persistenza oltre 1 secondo, schermi radar
- (KF,MgF2):Mn (P19, LF), giallo (590 nm), per schermi radar
- (KF,MgF2):Mn (P26, LC), arancio (595 nm), persistenza oltre 1 secondo, per schermi radar
- (Zn,Mg) F2:Mn (P38, LK), arancio (590 nm), per schermi radar
- InBO3:Tb, giallo-verde (550 nm)
- InBO3:Eu, yellow (588 nm)
- InBO3:Tb+InBO3:Eu, ambra
- InBO3:Tb+InBO3:Eu+ZnS:Ag, bianco

### Lampade fluorescenti
- (Ba,Eu) Mg2Al16O27, fosforo blu per lampade tricromatiche
- (Ce,Tb) MgAl11O19, fosforo verde per lampade tricromatiche
- Ce0.67Tb0.33MgAl11O19:Ce,Tb, verde (543 nm), per lampade tricromatiche
- BaMgAl10O17:Eu,Mn, blu-verde (456/514 nm)
- BaMgAl10O17:Eu,Mn, blu (450 nm), per lampade tricromatiche
- BaMg2Al16O27:Eu(II), blu (452 nm)
- BaMg2Al16O27:Eu(II),Mn(II), blu (450+515 nm)
- (Ce,Tb) MgAl11O19, verde
- Zn2SiO4:Mn, verde (528 nm)
- Zn2SiO4:Mn,Sb2O3, verde (528 nm)
- CaSiO3:Pb,Mn, arancio rosato (615 nm)
- MgWO4, blu pallido (473 nm), ampia banda
- CaWO4, blu (417 nm)
- CaWO4:Pb (scheelite), blu (433 nm), ampia banda
- (Sr,Eu,Ba,Ca)5(PO4)3Cl, fosforo blu per lampade tricromatiche
- (La,Ce,Tb) PO4, fosforo verde, per lampade tricromatiche
- (La,Ce,Tb) PO4:Ce,Tb, verde (546 nm), per lampade tricromatiche
- (Ba,Ti)2P2O7:Ti, blu-verde (494 nm), ampia banda
- Sr2P2O7:Sn, blu (460 nm), ampia banda
- Ca5F(PO4)3:Sb, blu (482 nm), ampia banda
- Sr5F(PO4)3:Sb,Mn, blu-verde (509 nm), ampia banda
- LaPO4:Ce,Tb, verde (544 nm), per lampade tricromatiche
- (Sr,Ca,Ba)10(PO4)6Cl2:Eu, blu (453 nm) per lampade tricromatiche
- (Ca,Zn,Mg)3(PO4)2:Sn, arancio-rosa (610 nm), ampia banda
- (Sr,Mg)3(PO4)2:Sn, arancio-rosa chiaro (626 nm), ampia banda
- Ca5F(PO4)3:Sb,Mn, giallo per mix bianchi
- Ca5(F,Cl)(PO4)3:Sb,Mn, bianco che varia tra il colore caldo al freddo al blu
- (Ca,Sr,Ba)3(PO4)2Cl2:Eu, blu (452 nm)
- 3 Sr3(PO4)2.SrF2:Sb,Mn, blu (502 nm)
- (Zn,Sr)3(PO4)2:Mn, arancio-rosso (625 nm)
- (Sr,Mg)3(PO4)2:Sn(II), arancio-rosso (630 nm)
- (Y,Eu)2O3, rosso, per lampade tricromatiche
- Y2O3:Eu, rosso (611 nm), per lampade tricromatiche
- Y2O3:Eu(III), rosso (611 nm), per lampade tricromatiche
- Mg4(F) GeO6:Mn, rosso (658 nm)
- Mg4(F)(Ge,Sn) O6:Mn, rosso (658 nm)
- Sr5Cl(PO4)3:Eu(II), blu (447 nm)
- Sr6P5BO20:Eu, blu-verde (480 nm)
- Y(P,V) O4:Eu, arancio-rosso (619 nm)
- Y2O2S:Eu, rosso (626 nm)
- 3.5 MgO . 0.5 MgF2 . GeO2 :Mn, rosso (655 nm)
- Mg5As2O11:Mn, rosso (660 nm)
- Ca3(PO4)2.CaF2:Ce,Mn, giallo (568 nm)
- SrAl2O7:Pb, ultravioletto (313 nm)
- BaSi2O5:Pb, ultravioletto (355 nm)
- SrFB2O3:Eu(II), ultravioletto (366 nm)
- SrB4O7:Eu, ultravioletto (368 nm)
- MgGa2O4:Mn(II), blu-verde, utilizzato in display con sfondo nero

### Detergenti
Gli "sbiancanti ottici", usati in alcuni detergenti per fare apparire più bianchi i tessuti, si comportano come fosfori reattivi ai raggi ultravioletti con una persistenza molto bassa; generalmente sono composti organici.

### Varie
Altre tipologie di fosfori sono venduti per applicazioni speciali, come:
- Schermi a raggi X
- Rilevatori di neutroni
- Scintillatori a particelle alfa
- ecc.

In particolare, la loro composizione chimica è:
- Gd2O2S:Tb (P43), verde (picco a 545 nm), 1,5 ms per decadimento al 10%, bassa rimanenza, alto assorbimento di raggi X, utilizzato per rilevatori di raggi X, neutroni e raggi gamma.
- Gd2O2S:Eu, rosso (627 nm), 850 µs di rimanenza, alto assorbimento di raggi X, utilizzato per rilevatori di raggi X, neutroni e raggi gamma.
- Gd2O2S:Pr, verde (513 nm), 7 µs di rimanenza, alto assorbimento di raggi X, utilizzato per rilevatori di raggi X, neutroni e raggi gamma.
- Gd2O2S:Pr,Ce,F, verde (513 nm), 4 µs di rimanenza, alto assorbimento di raggi X, utilizzato per rilevatori di raggi X, neutroni e raggi gamma.
- Y2O2S:Tb (P45), bianco (545 nm), 1,5 ms di rimanenza, per raggi X a bassa energia.
- Y2O2S:Tb (P22R), rosso (627 nm), 850 µs di rimanenza, per raggi X a bassa energia.
- Y2O2S:Tb, bianco (513 nm), 7 µs di rimanenza, per raggi X a bassa energia.
- Zn(0.5) Cd(0.4) S:Ag (HS), verde (560 nm), 80 µs di rimanenza, efficiente ma a offre una bassa risoluzione.
- Zn(0.4) Cd(0.6) S:Ag (HSr), rosso (630 nm), 80 µsdi rimanenza, efficiente ma a offre una bassa risoluzione.
- CdWO4, blu (475 nm), 28 µs di rimanenza, utilizzato come amplificatore di luce per raggi X e gamma.
- CaWO4, blu (410 nm), 20 µs di rimanenza, utilizzato come amplificatore di luce per raggi X.
- MgWO4, bianco (500 nm), 80 µs di rimanenza, utilizzato come amplificatore di luce.
- Y2SiO5:Ce (P47), blu (400 nm), 120 ns di rimanenza, reattivo agli elettroni, utilizzato per fotomoltiplicatori.
- YAlO3:Ce (YAP), blu (370 nm), 25 ns di rimanenza, reattivo agli elettroni, utilizzato per fotomoltiplicatori.
- Y3Al5O12:Ce (YAG), verde (550 nm), 70 ns di rimanenza, reattivo agli elettroni, utilizzato per fotomoltiplicatori.
- Y3(Al,Ga)5O12:Ce (YGG), verde (530 nm), 250 ns di rimanenza, reattivo agli elettroni, utilizzato per fotomoltiplicatori.
- CdS:In, verde (525 nm), <1 ns di rimanenza, reattivo velocemente agli elettroni.
- ZnO:Ga, blu (390 nm), <5 ns di rimanenza, reattivo velocemente agli elettroni.
- ZnO:Zn (P15), blu (495 nm), 8 µs di rimanenza, utilizzato per applicazioni a elettroni a bassa potenza.
- (Zn,Cd) S:Cu,Al (P22G), verde (565 nm), 35 µs di rimanenza, utilizzato per applicazioni a elettroni.
- ZnS:Cu,Al,Au (P22G), verde (540 nm), 35 µs di rimanenza, utilizzato per applicazioni a elettroni.
- ZnCdS:Ag,Cu (P20), verde (530 nm), 80 µs di rimanenza, utilizzato per applicazioni a elettroni.
- ZnS:Ag (P11), blu (455 nm), 80 µs di rimanenza, utilizzato per applicazioni a radiazioni alfa e a elettroni.
- anthracene, blu (447 nm), 32 ns di rimanenza, utilizzato per applicazioni a radiazioni alfa e a elettroni.
- plastic (EJ-212), blu (400 nm), 2,4 ns di rimanenza, utilizzato per applicazioni a radiazioni alfa e a elettroni.
- Zn2SiO4:Mn (P1), verde (530 nm), 11 ms di rimanenza, utilizzato per applicazioni a elettroni.
- ZnS:Cu (GS), verde (520 nm), alta rimanenza della luminosità (rimanenza misurabile in minuti), utilizzato per raggi X.
- NaI:Tl, per raggi X, raggi alfa ed elettroni.
- CsI:Tl, verde (545 nm), 5 µs di rimanenza, sensibile a raggi X, alfa ed elettroni.
- 6LiF/ZnS:Ag (ND), blu (455 nm), 80 µs di rimanenza, per decadimenti termici con emissione di neutroni.
- 6LiF/ZnS:Cu,Al,Au (NDg), verde (565 nm), 35 µs di rimanenza, per neutroni.